# Переяславська угода (1630)
Переяславська угода — договір між коронним гетьманом Станіславом Конецпольським і козацькою старшиною, укладений 29 травня (8 червня) 1630 року під Переяславом. Угоді передувало селянсько-козацьке повстання під керівництвом Тараса Федоровича.
Попри те, що вороже військо 15 (25) травня 1630 року зазнало поразки, частина козацької старшини і заможного козацтва (гетьманом запорізького війська тоді був представник угодовців Антон Конашевич-Бут) згодилася піти на компроміс з річпосполитським урядом. За умовами Переяславської угоди залишався в силі Куруківський договір 1625 року, проте реєстр було збільшено з 6 до 8 тисяч вояків. Нереєстрові козаки зобов'язані були розійтися по домівках і повернутися під владу шляхти; їм гарантували амністію. Станіслав Конецпольський вимагав видати Тараса Федоровича, але козаки відмовилися виконати цю вимогу. Під час укладення Угоди гетьманом було обрано Тимофія Орендаренка, якого Конецпольский затвердив на гетьманстві.
Переяславська угода не ослабила суперечностей між козацтвом та урядом, які у зв'язку з дальшим посиленням соціального і національного гніту дедалі більше загострювалися. Незабаром антиурядова боротьба знову переросла у народні повстання під проводом Павла Павлюка (1637) та Якова Острянина (1638).